# Stay: Now I'm Here
 (mars 2012).
Si vous disposez d'ouvrages ou d'articles de référence ou si vous connaissez des sites web de qualité traitant du thème abordé ici, merci de compléter l'article en donnant les références utiles à sa vérifiabilité et en les liant à la section « Notes et références ».
Singles de dream
Our Time
(2001) Get Over
(2001)
Stay: Now I'm Here (écrit : STAY ~now I'm here~) est le dixième single du groupe féminin de J-pop dream, produit par Max Matsura, dont les paroles sont écrites par l'une des chanteuses, Mai Matsumoro. Il sort le 31 octobre 2001 au Japon sous le label avex trax, trois mois seulement après le précédent single du groupe, Our Time. Il atteint la 19e place du classement Oricon, et reste classé pendant deux semaines.
Le maxi-single contient cinq titres : une chanson originale, sa version instrumentale, une version remixée de la chanson Solve précédemment sortie en single, et deux versions remixées de la chanson Our Time du précédent single.
La chanson-titre a été utilisée comme thème musical pour une publicité pour la marque Kanebo. Elle figurera sur le deuxième album du groupe, Process, qui sortira quatre mois plus tard. Une vidéo homonyme contenant son clip vidéo sortira un mois plus tard, le 28 novembre 2001, aux formats VHS et DVD.

## Membres
- Mai Matsumoro
- Kana Tachibana
- Yū Hasebe

## Liste des titres
CD
1. Stay: Now I'm Here
2. solve (83 Key Remix)
3. Our Time (Kid Vicious Remix)
4. Our Time (Dub's Floor Dub)
5. Stay: Now I'm Here (Instrumental)

DVD / VHS
1. Stay: Now I'm Here (clip vidéo)
2. Making of Stay: Now I'm Here